# Charles Hamilton (écrivain)
Pour les articles homonymes, voir Charles Hamilton et Hamilton.
« Frank Richards (écrivain) » redirige ici. Pour les autres significations, voir Frank Richards et Richards.
 (mars 2017).
Charles Harold John Hamilton, né le 8 août 1876 et mort le 24 décembre 1961, est un écrivain britannique. Travaillant principalement pour la presse magazine hebdomadaire, il est considéré comme l'un des auteurs les plus prolifiques de l'histoire, avec plus de cent millions de mots publiés.

## Biographie
Spécialisé dans les histoires se déroulant dans les public schools britanniques, il a ainsi écrit sous le pseudonyme Frank Richards plus de 1 500 nouvelles et romans se déroulant à Greyfriars School (en) et mettant en scène son personnage le plus populaire, l'adolescent obèse Billy Bunter.
Hamilton a cependant travaillé dans d'autres genres.